# Parafia św. Jadwigi we Wrocławiu
Parafia Świętej Jadwigi we Wrocławiu znajduje się w dekanacie Wrocław północ I (Osobowice) w archidiecezji wrocławskiej. Jej proboszczem jest ks. Jarosław Bar. Obsługiwana przez księży archidiecezjalnych. Erygowana w 1958. Mieści się przy ulicy Pęgowskiej.

## Obszar parafii
Parafia obejmuje ulice: 	Anyżowa, Bakaliowa, Bazyliowa, Cynamonowa, Czarnuszkowa, Dalimira, Gorczycowa, Jałowcowa, Kaczeńcowa (nr 1-5), Kaparowa, Kminkowa (nieparz. 1-63, nr parz. 2-38), Kominiarska (3, 3A, 4, 6, 8, 14), Koperkowa, Korzenna, Laurowa, Majerankowa, Melisowa (nieparz. 13-33), Miętowa (10), Mikory, Pełczyńska (od nr 8 do końca), Perzowa, Pęgowska, Podbiałowa, Pokrzywowa, Szałwiowa, Tymiankowa, Waniliowa, Zabłocie, Zajączkowska, Zagaje, Zalipie, Załęże, Zamłynie, Zarzecze, Zaziębie